# Miracle (singel Foo Fighters)
Miracle (ang. Cuda) – jest to piąty i ostatni singel rockowego zespołu Foo Fighters z ich piątej studyjnej płyty In Your Honor. Jest to drugi akustyczny singel z tej płyty (wcześniejszy to No Way Back/Cold Day in the Sun).
Basista zespołu rockowego Led Zeppelin John Paul Jones gra na pianinie w tej piosence. Gra również na innej piosence z tej płyty pt. "Another Round".
Utwór został wykorzystany w serialu amerykańskim Hoży doktorzy w odcinku My Best Friend's Baby's Baby and My Baby's Baby oraz w serialu Prezydencki poker w odcinku Election Day Part II.

## Pozycje na listach
| Lista (2006)                | Pozycja |
| --------------------------- | ------- |
| US Adult Top 40 (Billboard) | 39      |